# 水口克夫
水口 克夫（みずぐち かつお、1964年2月14日 −）は、日本のクリエイティブディレクター。

## 人物
石川県金沢市生まれ。
- 1986年金沢美術工芸大学商業デザイン科卒業、同年電通入社。
- 1999年〜多摩美術大学 美術学部 グラフィックデザイン学科非常勤講師
- 2003年電通を退社し、シンガタの設立に参加。
- 2012年シンガタから独立し、Hotchkissを設立。

## 主な仕事

### 広告
- NEC「バザールでござーる」
- KDDI/au
- サントリーボス
- ANA
- SoftBank / ブランド広告、のりかえ割等

### 著作
- 『バザールでござーるの小冒険』（東京書籍 ISBN 978-4487753772 1994年8月）
- 『バザールでござーるのバナナ裁判』（東京書籍 ISBN 978-4487754359 1995年10月）
  - いずれも佐藤雅彦、内野真澄との共著。絵を担当。